# سيدني مارشال
سيدني مارشال (بالإنجليزية: Sidney Marshall)‏ هو سياسي بريطاني (وحمل سابقاً جنسية المملكة المتحدة لبريطانيا العظمى وأيرلندا)، ولد في 17 يوليو 1882، وتوفي في 28 مارس 1973. حزبياً، نشط في حزب المحافظين. في الانتخابات العامة في المملكة المتحدة 1945 ‏، انتخب عضو برلمان المملكة المتحدة الـ38 عن دائرة سوتون وتشيم (5 يوليو 1945 – 3 فبراير 1950) وفي الانتخابات العامة في المملكة المتحدة 1950 ‏، انتخب عضو برلمان المملكة المتحدة الـ39 عن دائرة سوتون وتشيم (23 فبراير 1950 – 5 أكتوبر 1951) وفي الانتخابات العامة في المملكة المتحدة 1951 ‏، انتخب عضو برلمان المملكة المتحدة الـ40 عن دائرة سوتون وتشيم (25 أكتوبر 1951 – 3 أكتوبر 1954).